# Ticineto
Ticineto är en ort och kommun i provinsen Alessandria i regionen Piemonte i Italien. Kommunen hade 1 333 invånare (2018).